# The Teardrop Explodes
The Teardrop Explodes fue una banda de post-punk británica, originaria de Liverpool, formada a finales de los años 1970, cuando Ian McCulloch, Pete Wylie y Julian Cope renuncian a su anterior proyecto, Crucial Three. 
En 1978 Cope funda el grupo The Teardrop Explodres, lanzando dos álbumes de estudio a principios de los años 1980. Es considerada una de las bandas fundamentales del rock psicodélico de la década. Ian, a su vez, formaría una de las bandas más conocidas de la década de los años 1980, Echo & the Bunnymen.
Junto con otros grupos de Liverpool contemporáneos, The Teardrop Explodes jugaron un papel importante en la incorporación de los elementos psicodélicos en el rock y el pop británicos, y más tarde explorando otras áreas más avanzadas. Además de su reputación musical, la banda (y Julian Cope en particular) tenía fama de pronunciamientos y comportamientos excéntricos, a veces rayando en la autodestrucción.[cita requerida] Estos hechos fueron recogidos en la prensa contemporánea y más tarde se ampliaron en las memorias de Cope (Head On), en 1993.
- Datos: Q1971690